# Västra Fågelviks socken
Västra Fågelviks socken i Värmland ingick i Nordmarks härad, ingår sedan 1974 i Årjängs kommun och motsvarar från 2016 Västra Fågelviks distrikt.
Socknens areal är 107,13 kvadratkilometer varav 72,08 land. År 2000 fanns här 404 invånare. Orten Sundsbyn samt kyrkbyn Stommen med sockenkyrkan Västra Fågelviks kyrka ligger i socknen.

## Administrativ historik
Socknen har medeltida ursprung. Namnet var före den 1 januari 1886 (enligt beslut den 17 april 1885) Fågelviks socken.
Vid kommunreformen 1862 övergick socknens ansvar för de kyrkliga frågorna till Fågelviks församling och för de borgerliga frågorna bildades Fågelviks landskommun. Landskommunen uppgick 1952 i Töcksmarks landskommun som 1974 uppgick i Årjängs kommun.
1 januari 2016 inrättades distriktet Västra Fågelvik, med samma omfattning som församlingen hade 1999/2000.  
Socknen har tillhört län, fögderier, tingslag och domsagor enligt vad som beskrivs i artikeln Nordmarks härad. De indelta soldaterna tillhörde Värmlands regemente och Nordmarks kompani.

## Geografi
Västra Fågelviks socken väster om Årjäng kring Foxen/Stora Le. Socknen har odlingsbygd nordväst om sjön och är i övrigt en kuperad skogsbygd.

## Fornlämningar
Från stenåldern är cirka 35 boplatser funna med två hällkistor och en hällmålning på Bärön i sjön Foxen. Från bronsåldern finns spridda gravrösen.

## Namnet
Namnet skrevs på 1330-talet Fuglawik och avsåg troligen ursprungligen kyrkbyn Stommen vid en fågelrik vik av Foxen.

## Befolkningsutveckling
| Befolkningsutvecklingen i Västra Fågelviks socken 1750–1990                                              | Befolkningsutvecklingen i Västra Fågelviks socken 1750–1990 | Befolkningsutvecklingen i Västra Fågelviks socken 1750–1990 | Befolkningsutvecklingen i Västra Fågelviks socken 1750–1990 | Befolkningsutvecklingen i Västra Fågelviks socken 1750–1990 |
| --- | ----------------------------------------------------------- | ----------------------------------------------------------- | ----------------------------------------------------------- | ----------------------------------------------------------- |
| |                                                             |                                                             |                                                             |                                                             |
| År |                                                             |                                                             | Folkmängd                                                   |                                                             |
| 1750 | 1750                                                        |                                                             | 407                                                         |                                                             |
| 1760 | 1760                                                        |                                                             | 502                                                         |                                                             |
| 1769 | 1769                                                        |                                                             | 554                                                         |                                                             |
| 1810 | 1810                                                        |                                                             | 585                                                         |                                                             |
| 1820 | 1820                                                        |                                                             | 668                                                         |                                                             |
| 1830 | 1830                                                        |                                                             | 824                                                         |                                                             |
| 1840 | 1840                                                        |                                                             | 925                                                         |                                                             |
| 1850 | 1850                                                        |                                                             | 1 042                                                       |                                                             |
| 1860 | 1860                                                        |                                                             | 1 207                                                       |                                                             |
| 1870 | 1870                                                        |                                                             | 1 245                                                       |                                                             |
| 1880 | 1880                                                        |                                                             | 1 221                                                       |                                                             |
| 1890 | 1890                                                        |                                                             | 1 243                                                       |                                                             |
| 1900 | 1900                                                        |                                                             | 1 125                                                       |                                                             |
| 1910 | 1910                                                        |                                                             | 1 034                                                       |                                                             |
| 1920 | 1920                                                        |                                                             | 869                                                         |                                                             |
| 1930 | 1930                                                        |                                                             | 779                                                         |                                                             |
| 1940 | 1940                                                        |                                                             | 667                                                         |                                                             |
| 1950 | 1950                                                        |                                                             | 628                                                         |                                                             |
| 1960 | 1960                                                        |                                                             | 546                                                         |                                                             |
| 1970 | 1970                                                        |                                                             | 381                                                         |                                                             |
| 1980 | 1980                                                        |                                                             | 341                                                         |                                                             |
| 1990 | 1990                                                        |                                                             | 349                                                         |                                                             |
| Anm: Källor: Umeå universitet - Tabellverket 1749-1859, Demografiska databasen, CEDAR, Umeå universitet. |                                                             |                                                             |                                                             |                                                             |